# Калмычков, Степан Павлович
Степан Павлович Калмычков (1909, Красноводск — 1990, Волгоград) — советский сельскохозяйственный деятель. Герой Социалистического Труда (1958).

## Биография
Родился в 1909 году в городе Красноводск Закаспийской области (сейчас Туркменбашы в Туркменистане). По национальности русский.
Работал зоотехником.

### Работа в совхозе «Крепь»
В 1951 году был направлен на работу в Калачёвский район Сталинградской области в совхоз «Крепь», который был разрушен во время Великой Отечественной войны. Сельхозпредприятие находилось в удручающем состоянии: из 72 тысяч гектаров пашни обрабатывалось только 10 тысяч при урожайности зерновых всего 5—7 центнеров с гектара. Кроме того, в хозяйстве было очень мало голов скота. Тяжёлыми были и бытовые условия: работники колхоза жили в землянках.
В 1952 году Калмычков стал председателем совхоза. Под его руководством «Крепь» быстро нарастила площадь возделываемой пашни — в частности, за счёт освоения целинных земель. В 1954 году в совхозе вспахали 20 тысяч гектаров, а в 1958 году — 55 тысяч гектаров. В 1958 году «Крепь» сдала государству 2,5 миллиона пудов зерна — в десять раз больше, чем в 1952-м. 

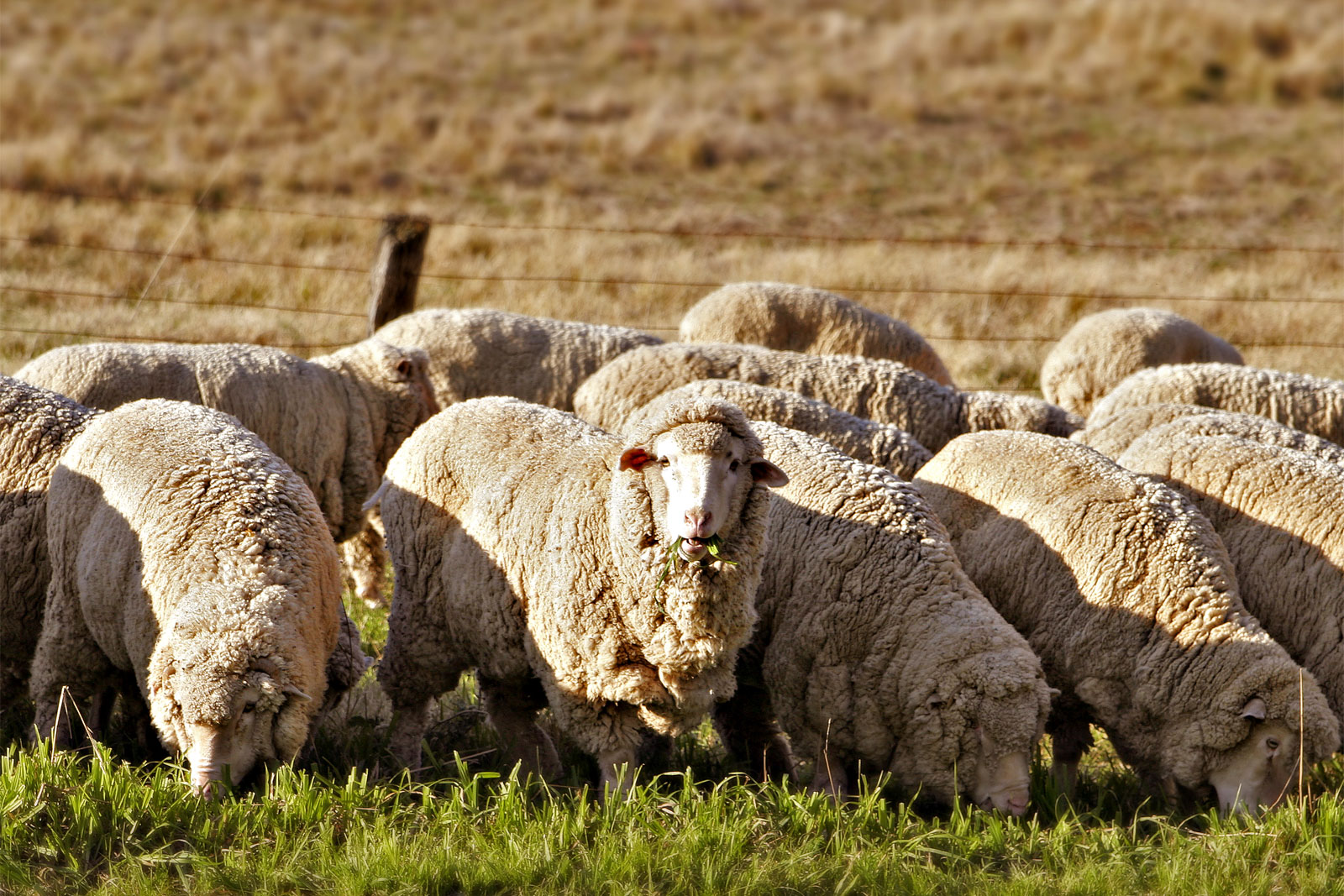
Овцы-мериносы, которых выращивали в совхозе

Кроме того, Калмычков развернул бурную деятельность в области овцеводства. Прежде в «Крепи» разводили овец грубошёрстной породы, закупленных у местного населения и в соседних районах Сталинградской области, но они были малопродуктивными. Новый председатель поставил цель разводить тонкорунных овец, которые были более продуктивны и давали более качественную шерсть. Для их разведения Калмычков пригласил в совхоз семьи потомственных чабанов из Калмыкии: Басанджиевых, Бувашовых, Джалыковых, Мутуловых, Чанаевых, Чолыковых, Шогдиновых. С племзавода «Червлёные буруны» в Дагестанской АССР и Ставропольского края в совхоз завели баранов-мериносов. В результате селекционной работы Калмычкова, зоотехника М. Г. Домничева и чабанов удалось создать высокопродуктивное стадо овец породы «советский меринос».
Поголовье овец в «Крепи» постоянно росло: к 1963 году оно увеличилось с 19 до 49 тысяч животных. С каждого барана в среднем ежегодно настригали по 8—9 кг шерсти, а с одного из них, под номером 76, — по 15 кг. Две трети шерсти, которую Калачёвский район сдавал государству, обеспечивала «Крепь». Животноводы совхоза неоднократно участвовали во Всесоюзной сельскохозяйственной выставке, Выставке достижений народного хозяйства СССР.
За несколько лет в совхозе в пять раз выросло поголовье крупного рогатого скота. Ежегодная чистая прибыль совхоза достигала 2,5 миллиона рублей. За время работы Калмычкова в посёлке Крепинский, который был главной усадьбой совхоза «Крепь», построили школу, больницу, клуб, жилые дома.
20 ноября 1958 года Указом Президиума Верховного Совета СССР за выдающиеся успехи, достигнутые в деле увеличения производства зерна и других продуктов сельского хозяйства, Калмычков был удостоен звания Героя Социалистического Труда с вручением ордена Ленина и золотой медали «Серп и Молот».
В 1958 году в Сталинградском книжном издательстве вышла брошюра Калмычкова «Увеличим производство тонкой шерсти», в которой он изложил опыт овцеводческой работы в совхозе «Крепь».

### Поздние годы
В 1963 году переехал в Волгоград. Работал внештатным инструктором областного комитета народного контроля. 
Был награждён медалями, в том числе Большой серебряной и четырьмя бронзовыми медалями ВСХВ и ВДНХ СССР.
Умер в 1990 году в Волгограде.

## Память
В государственном архиве Волгоградской области есть фонд Сергея Калмычкова — он был первым фондом, принятым на хранение в 1960 году. Здесь хранятся очерк, справка и отчёты о хозяйственной деятельности совхоза «Крепь», тексты статей Калмычкова, опубликованных в газетах «Сталинградская правда» и «На страже», в журналах «Совнархозное производство» и «Сельское хозяйство Поволжья», а также конспекты лекций, которые он читал в Сталинградской высшей партийной школе и на партийном активе Калачёвского района. В архив также входят переписки Калмычкова с экономистом Государственного земледельческого хозяйства Болгарии Райковым и директором Вьетнамского сельскохозяйственного института об организации хозяйства совхоза, поздравительные телеграммы в связи с присвоением звания Героя Социалистического Труда, блокноты, записные книжки, тетради, фотографии Калмычкова.